# معيار مفتوح
معيار مفتوح (بالإنجليزية: Open Standard)‏ هو معيار متوفر للجميع كما يرتبط به مجموعة من حقوق الاستخدام وقد ترتبط به بعض الخصائص بالتصميم.
جاءت تسمية معيار مفتوح من المصطلحين معيار الذي يعني أنه يوجد جهة وافقت على استخدامه بشكل رسمي ومفتوح يعني أن للجميع حرية استخدامه.
يرتبط مبدأ المعيار المفتوح في بعض الأحيان مع مبدأ المصادر المفتوحة بسبب أهمية وجود مصدر مفتوح وحر لأي معيار مفتوح. وعند وجود معيار مفتوح لصيغة معينة تسمى تلك الصيغة الصيغ المفتوحة.